# Gottfried Huber-Pestalozzi
Gottfried Huber-Pestalozzi, né le 31 mars 1877 à Ennenda et mort le 11 octobre 1966 à Zurich, est un naturaliste indépendant et médecin suisse,,.

## Œuvres
- Die Binnengewässer. Einzeldarstellungen aus der Limnologie und ihren Nachbargebieten. Herausgeber [éds.]: W. Lampert, H. Kausch und A. Thienemann. Schweizerbart, Stuttgart. Band XVI: Das Phytoplankton des Süßwassers. Systematik und Biologie. Hrsg. [éd]: Gottfried Huber-Pestalozzi[6].
  - Teil 1: Allgemeiner teil. Blaualgen. Bakterien. Pilze. 1938. Unveränderter Nachdruck [Réimpression], 1975.
  - Teil 2, Hälfte 1: Chrysophyceen, farblose Flagellaten, Heterokonten. 1941. Unveränderter Nachdruck [Réimpression], 1976.
  - Teil 2, Hälfte 2: Diatomeen. 1942. Unveränderter Nachdruck [Réimpression], 1975.
  - Teil 3: Cryptophyceae Chloromonadinen, Peridineen. 1. Aufl. [1re éd.] von G. Huber-Pestalozzi. 1950. Cryptophyceae. Chloromonadophyceae. Dinophyceae. 2. Aufl. Mit Neubearbeitung der Chloromonadophyceae und neuestem Literaturverzeichnis [2de éd. Avec révision de Chloromonadophyceae et bibliographie], von Bohuslav Fott. 1968.
  - Teil 4: Euglenophyceae. 1955. Nachdruck [Réimpression.] 1969.
  - Teil 5: Chlorophyceae (Grünalgen), Ordnung: Volvocales. 1961. Nachdruck [Réimpression], 1974.
  - Teil 6: Chlorophyceae (Grünalgen), Ordnung: Tetraporales, von Bohuslav Fott. 1972.
  - Teil 7, Hälfte 1: Chlorophyceae (Grünalgen), Ordnung: Chlorococcales, von Jiri Komarek und Bohuslav Fott. 1983.
  - Teil 7, Hälfte 2: Chlorophyceae (Grünalgen), Ordnung Ulotrichales, von F. Hindak. Geplant [Non publié].
  - Teil 8, Hälfte 1: Conjugatophyceae (Desmidiales und Zygnematales, ohne Zygnemataceae), von Kurt Förster. 1982.
  - Teil 8, Hälfte 2: Xanthidium, Staurodesmus. Geplant [Non publié].
  - Teil 9: Geographische Verbreitung des Phytoplanktons. Mit Schlußkapitel und Literaturverzeichnissen. Geplant [Non publié].